# オーキューバン
オーキューバンは、ニチバンが製造、発売しているガーゼつき絆創膏の名称である。
現在は、粘着部の素材を変更しオーキューバンエコという商品名で販売されている。

## 概要
1948年に「ニチバンQQ絆創膏」というブランドで日本初のガーゼつき絆創膏を発売したニチバンが、その発展系として殺菌済みガーゼを付けたのを売りにして発売した商品である。
ニチバンは、1963年からスウェーデンの絆創膏ブランドだったサビオ（のちにサビオＡという商品名に変更）を提携して発売していたが、そのサビオの姉妹品というべき国内ブランドの絆創膏を発売したいという意向から1975年に独自ブランドで発売したのがこのオーキューバンである。
これによりサビオは、この年の秋に商標をライオンに譲渡し新規に発売されることとなった。
発売当初は、サビオの「鼻に絆創膏を貼った外人の男の子」のパッケージを意識したかのような「額に絆創膏を貼った日本人の男の子」のパッケージだったが、現在はそのパッケージではなくなっている。
発売当時のテレビCMは、王貞治と坂本九を模したアニメーションが登場し、坂本の歌う「王さんのオー、九ちゃんのキュー、オーキューバーン」という歌詞のCMソングに合わせて踊るというものだった。終盤からニチバンがスポンサーに加わった「UFOロボ　グレンダイザー」などのスポンサーとしてCMが流れていた。